# Heuliez GX 337
L'Heuliez Bus GX 337 est un autobus standard à plancher bas fabriqué et commercialisé par le constructeur français Heuliez Bus, filiale du groupe Iveco Bus, depuis 2013. Les versions midibus et articulée sont également disponibles, nommés GX 137 et GX 437. Ils font partie de la gamme Access'Bus.
Les véhicules de la phase 1 ont été propulsés avec un moteur Diesel Iveco ayant la norme européenne de pollution Euro 6, ou hybride-diesel, ainsi que depuis 2016 à l'électricité. Ceux de la phase 2 sont motorisés par du gaz (GX 337 GNV) et de l'électrique (GX 337 E) depuis 2019 ; ils se distinguent en ayant la face avant du GX Linium lancé en 2017. Les motorisations diesel, hybride-diesel et gaz ont été arrêtés en 2021 pour laisser place uniquement à l'électrique.
Le GX 337 remplace le GX 327.

## Historique
Le GX 337 est commercialisé depuis 2013 et succède au GX 327. La version diesel est présentée en octobre 2013 aux couleurs de l'Aéroport de Nice ainsi que la version hybride. En juin 2014, il est également présenté au Salon européen de la mobilité au Parc des expositions de Villepinte. Il est en concurrence avec les Iveco Urbanway 12 et Iveco Crealis 12, le Mercedes-Benz Citaro C2, le MAN Lion's City 12, le Solaris Urbino 12 IV, le Scania Citywide 12, le Volvo 7900 Hybrid, le Van Hool NewA330 et le VDL Citea SLF.
En décembre 2015, Heuliez Bus profite de la COP 21 (conférence des Nations unies sur le climat qui se tenait au Bourget, en Seine-Saint-Denis) en présentant une version électrique du GX 337 avec quelques changements : nouveau moteur électrique, nouvelle calandre avec logo « Heuliez » écrit en toutes lettres (en remplacement du « HB ») et un nouvel arrière. À l'époque de la COP 21, ce véhicule n'était qu'une version électrique de pré-série pour une commercialisation dès 2017. Les concurrents du GX 337 E sont le Mercedes-Benz eCitaro, le MAN Lion's City 12 E, le Volvo 7900 E, le Solaris Urbino 12 Electric, le Scania Citywide 12 E, le Bolloré Bluebus SE, les Irizar ie 12 et Irizar ie Tram 12, le VDL Citea SLF Electric, le Alstom Aptis, le Hess Lightram 12, le BYD ebus-12 et le Ebusco 2.0.

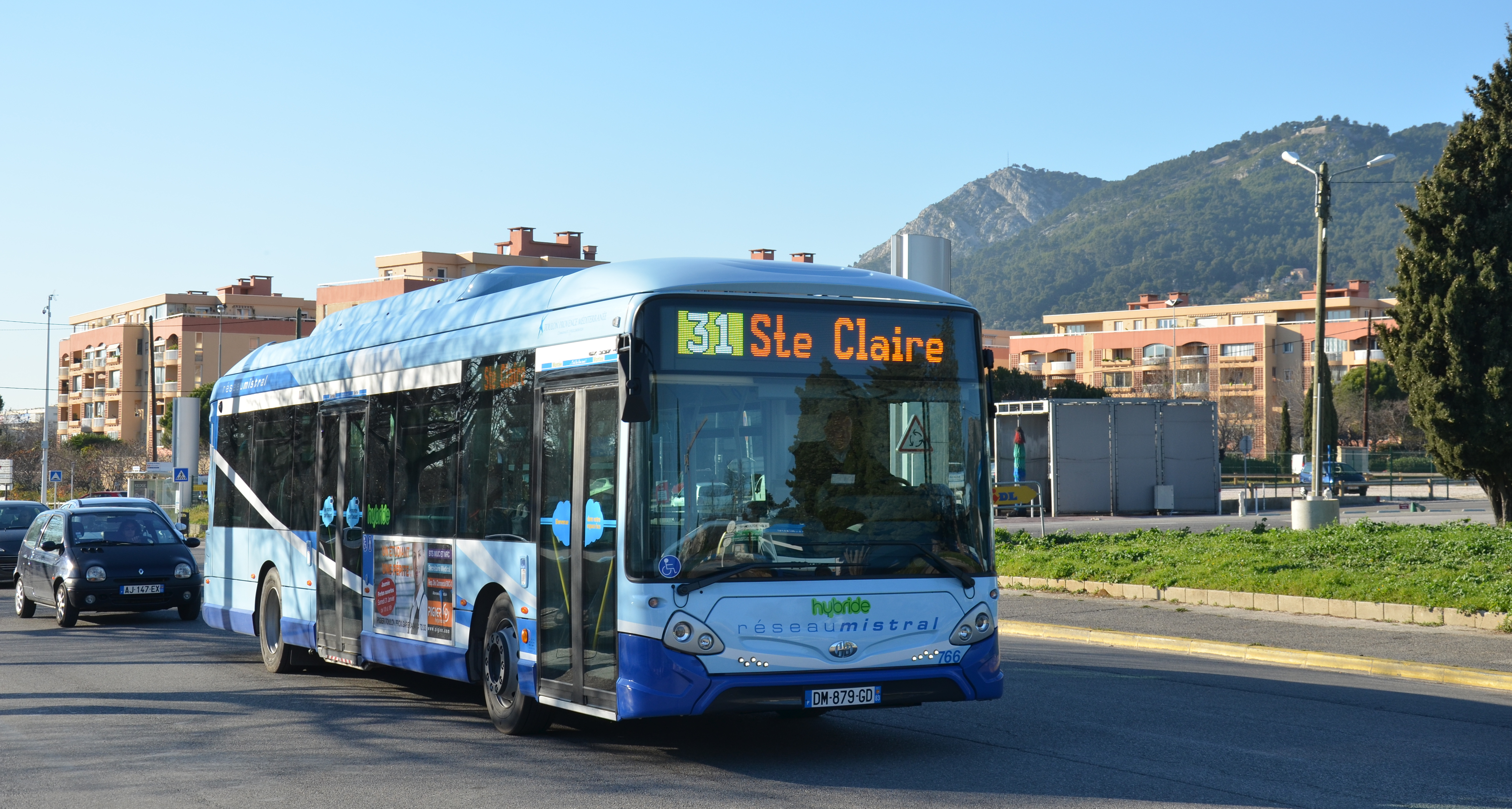
Un GX 337 de Toulon.
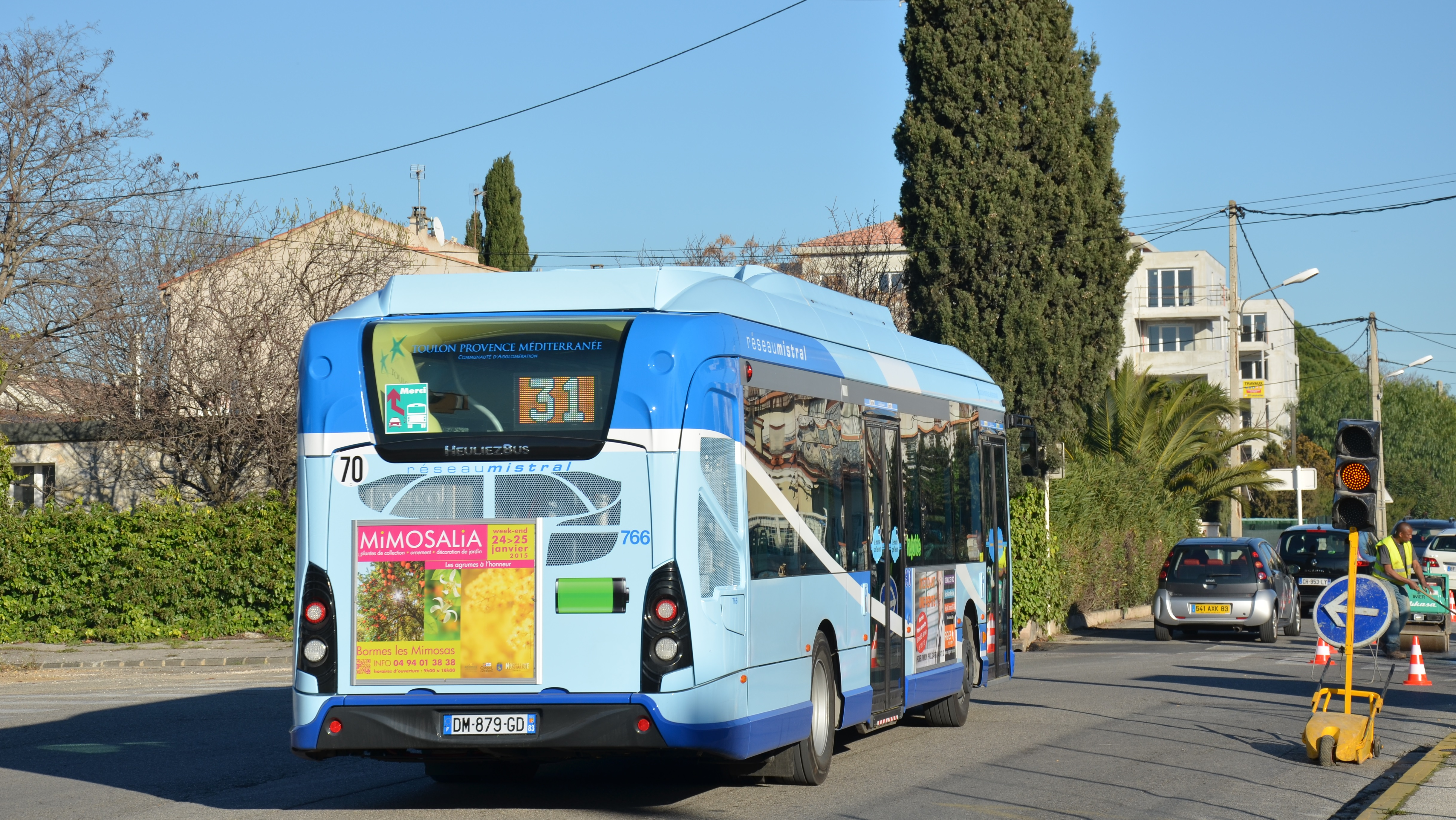
Un GX 337 de Toulon.
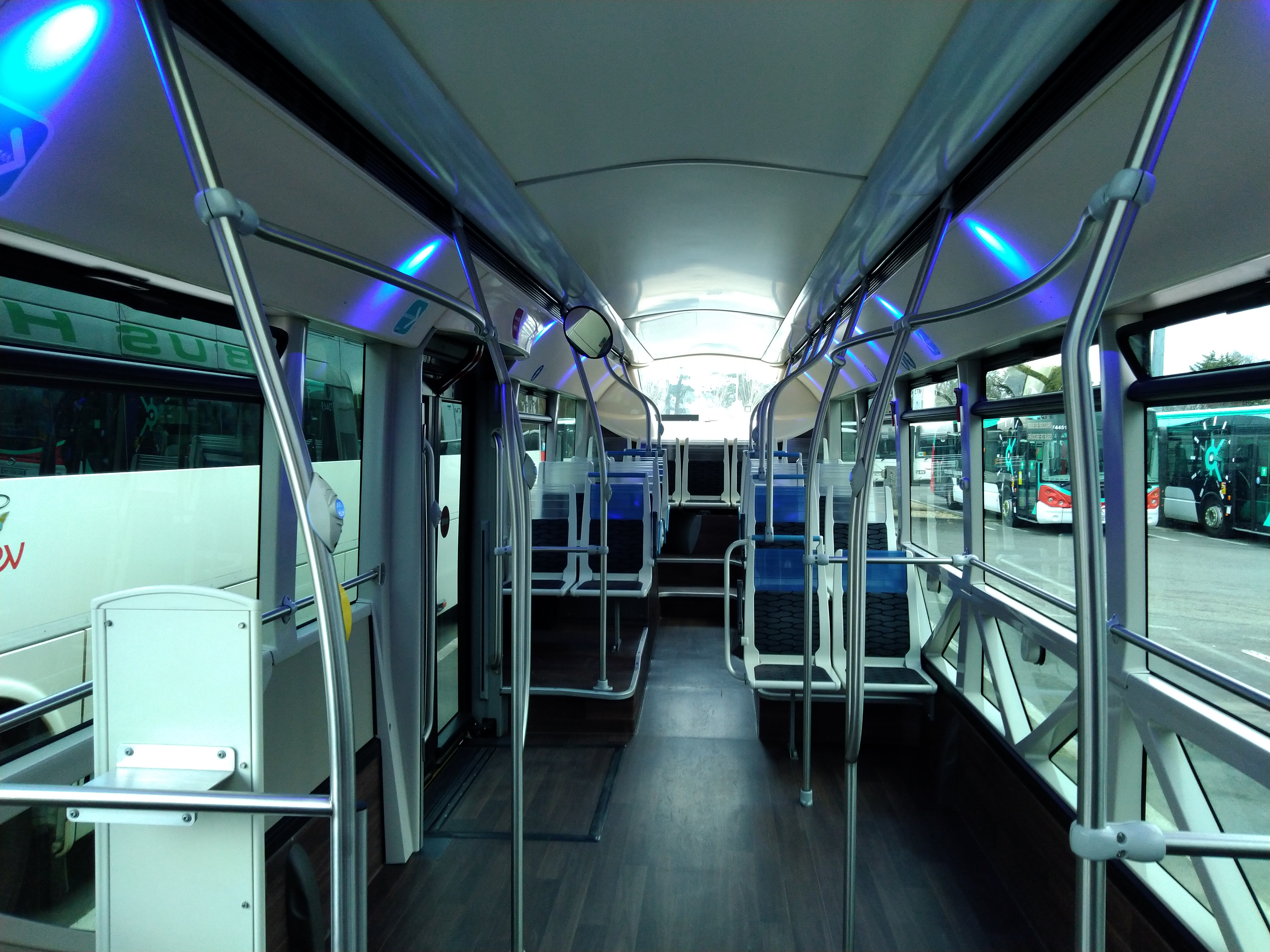
Vue intérieur.

## Générations
Le GX 337 a été produit avec une seule génération de moteurs Diesel : le moteur à la norme Euro 6 construit de fin 2013 à 2021. Une version hybride a également été produite ainsi qu'une version électrique. En septembre 2017 est lancée la version GNV, quatre ans après la fin de commercialisation du GX 327 GNV.
À partir de 2022, seules les motorisations électriques restent au catalogue.

## Les différentes versions

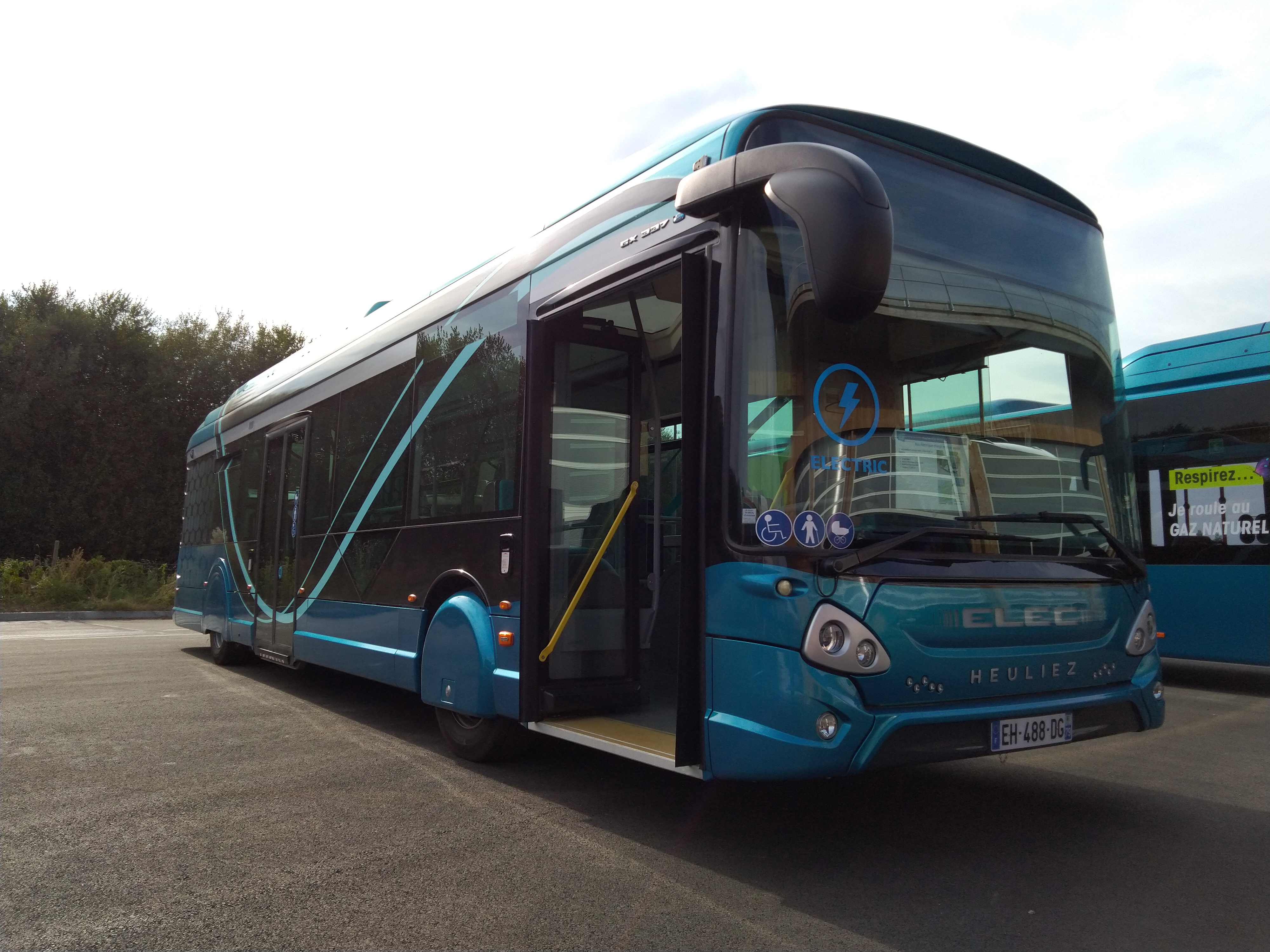
Heuliez Bus GX 337 ELEC prototype (2016).

Le GX 337 est disponible en plusieurs versions :
- la version de base est équipée d'un moteur diesel et disponible en version deux ou trois portes[2].
- la version GNV est équipée d'un moteur au gaz naturel et disponible en version deux ou trois portes[2].
- la version hybride est équipée d'un moteur hybride et disponible en version deux ou trois portes[3].
- la version électrique est équipée d'un moteur électrique et disponible en version deux ou trois portes[5].

|                | 2013               | 2014           | 2015           | 2016               | 2017             | 2018             | 2019             | 2020             | 2021             | 2022             | 2023             | 2024 >           |
| Phase 1        | Phase 1            | Phase 1        | Phase 1        | Phase 1            | Phase 1          | Phase 1          | Phase 2          | Phase 2          | Phase 2          | Phase 2          | Phase 2          |                  |
| Heuliez GX 337 | Heuliez GX 337     | Heuliez GX 337 | Heuliez GX 337 | Heuliez GX 337     | Heuliez GX 337   | Heuliez GX 337   | Heuliez GX 337   | Heuliez GX 337   | Heuliez GX 337   |                  |                  |                  |
| Heuliez GX 337 | Heuliez GX 337 HYB |                |                |                    |                  |                  |                  |                  |                  |                  |                  |                  |
| Heuliez GX 337 |                    |                |                | Heuliez GX 337 GNV |                  |                  |                  |                  |                  |                  |                  |                  |
| Heuliez GX 337 |                    |                |                | Prototype          | Heuliez GX 337 E | Heuliez GX 337 E | Heuliez GX 337 E | Heuliez GX 337 E | Heuliez GX 337 E | Heuliez GX 337 E | Heuliez GX 337 E | Heuliez GX 337 E |

Légende couleur : Diesel ; Hybride ; Gaz ; Électrique

### GX 337 Linium

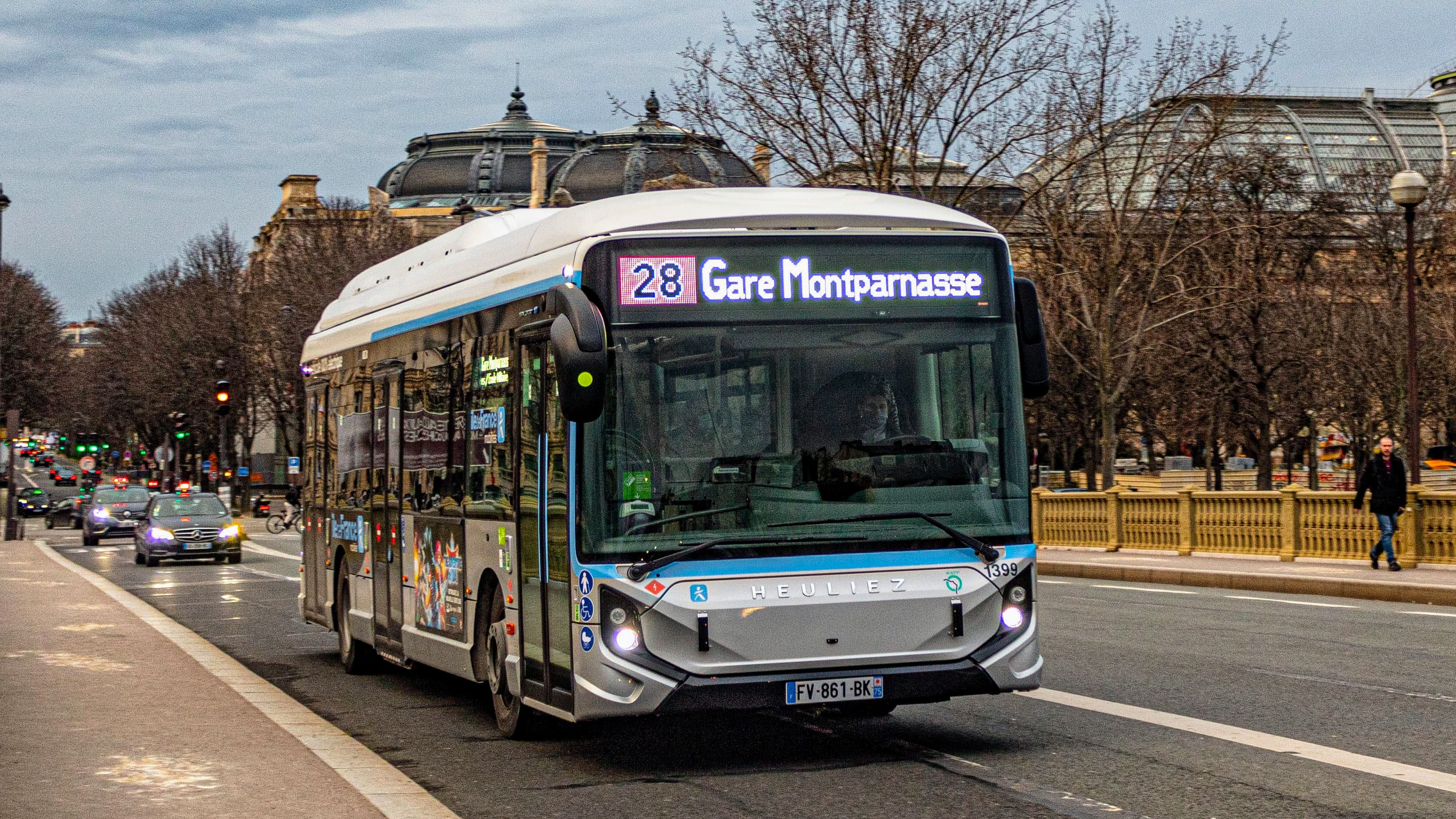
Un GX 337 E Phase 2 de la RATP.

La version Linium Bus à haut niveau de service (BHNS) est le haut de gamme du GX 337 depuis 2017 et propose en option : les acrotères au pavillon, les carénages de roues, le pavillon vitré Lumi'Bus, les baies triangulaires en partie basse, l'option Lampa'Bus et l'intégration de systèmes d'information et de vidéo surveillance. Tout comme le modèle de base, il était disponible en version diesel ou hybride, puis actuellement en électrique uniquement.

## Caractéristiques

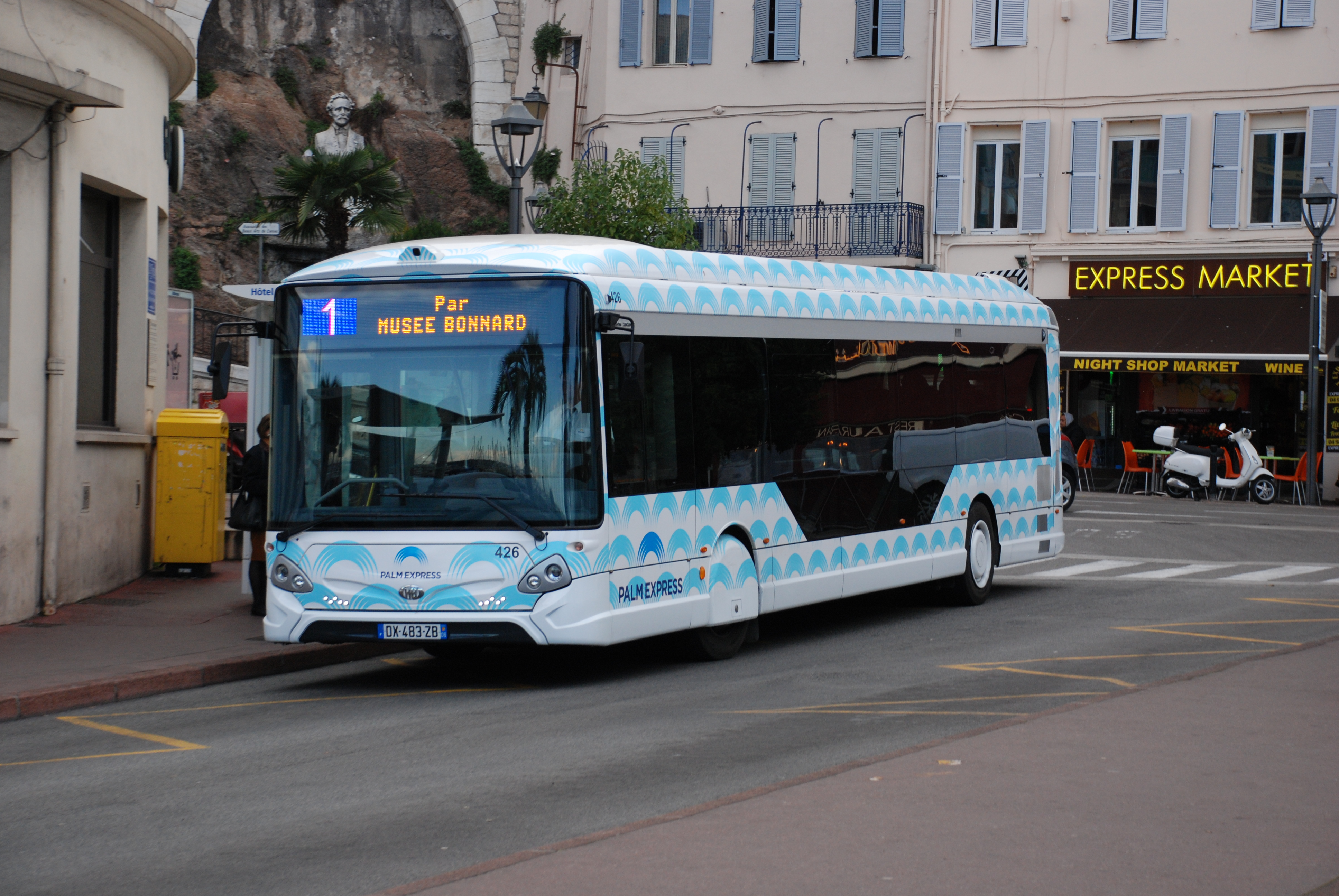
GX 337 BHNS du réseau Palm Bus à Cannes.

### Dimensions
|                                   | Heuliez Bus GX 337 Diesel, Irisbus GX 337 Diesel                  | Heuliez Bus GX 337 HYB,                                           | Heuliez Bus GX 337 ELEC, Iveco Bus E-Way 12                       | Heuliez Bus GX 337 GNV,                                           |
| --------------------------------- | ----------------------------------------------------------------- | ----------------------------------------------------------------- | ----------------------------------------------------------------- | ----------------------------------------------------------------- |
| Longueur                          | 12 050 mm                                                         | 12 050 mm                                                         | 12 050 mm                                                         | 12 070 mm                                                         |
| Largeur (sans rétroviseurs)       | 2 550 mm                                                          | 2 550 mm                                                          | 2 550 mm                                                          | 2 550 mm                                                          |
| Hauteur (sans climatisation)      | 2 880 mm                                                          | 3 246 mm                                                          | 3 350 mm                                                          | 3 300 mm                                                          |
| Empattement                       | 6 120 mm                                                          | 6 120 mm                                                          | 6 120 mm                                                          | 6 120 mm                                                          |
| Porte-à-faux                      | Avant : 2 705 mm et Arrière : 3 225 mm                            | Avant : 2 705 mm et Arrière : 3 225 mm                            | Avant : 2 705 mm et Arrière : 3 225 mm                            | Avant : 2 715 mm et Arrière : 3 235 mm                            |
| Rayon de braquage entre trottoirs | 9 095 mm                                                          | 9 095 mm                                                          | 9 095 mm                                                          | 9 095 mm                                                          |
| Angle d’attaque / Fuite           | 7,4°/ 7,4°                                                        | 7,4°/ 7,4°                                                        | 7,4°/ 7,2°                                                        | 7,4°/ 7,4°                                                        |
| Masse à vide                      | Variable selon l'aménagement intérieur                            | Variable selon l'aménagement intérieur                            | Variable selon l'aménagement intérieur                            | Variable selon l'aménagement intérieur                            |
| P.T.A.C.                          | 19 000 kg                                                         | 20 000 kg                                                         | 20 000 kg                                                         | 20 000 kg                                                         |
| Capacité : assis + debout = maxi* | (23/29 assises + environ 60 debout) = 90 passagers maximum        | (24/27 assises + environ 60 debout) = 90 passagers maximum        | (24/27 assises + environ 60 debout) = 90 passagers maximum        | (24/27 assises + environ 60 debout) = 90 passagers maximum        |
| Portes                            | 2 ou 3 portes (louvoyantes intérieurs ou coulissantes extérieurs) | 2 ou 3 portes (louvoyantes intérieurs ou coulissantes extérieurs) | 2 ou 3 portes (louvoyantes intérieurs ou coulissantes extérieurs) | 2 ou 3 portes (louvoyantes intérieurs ou coulissantes extérieurs) |
| Hauteur du plancher               | 340 mm                                                            | 340 mm                                                            | 340 mm                                                            | 340 mm                                                            |
| Réservoir à combustible           | Diesel : 300 l AUS 32 : 54 l                                      | Diesel : 300 l AUS 32 : 54 l                                      | Aucun                                                             | 4 bouteilles de 320 l (1 280 l)                                   |

### Motorisations

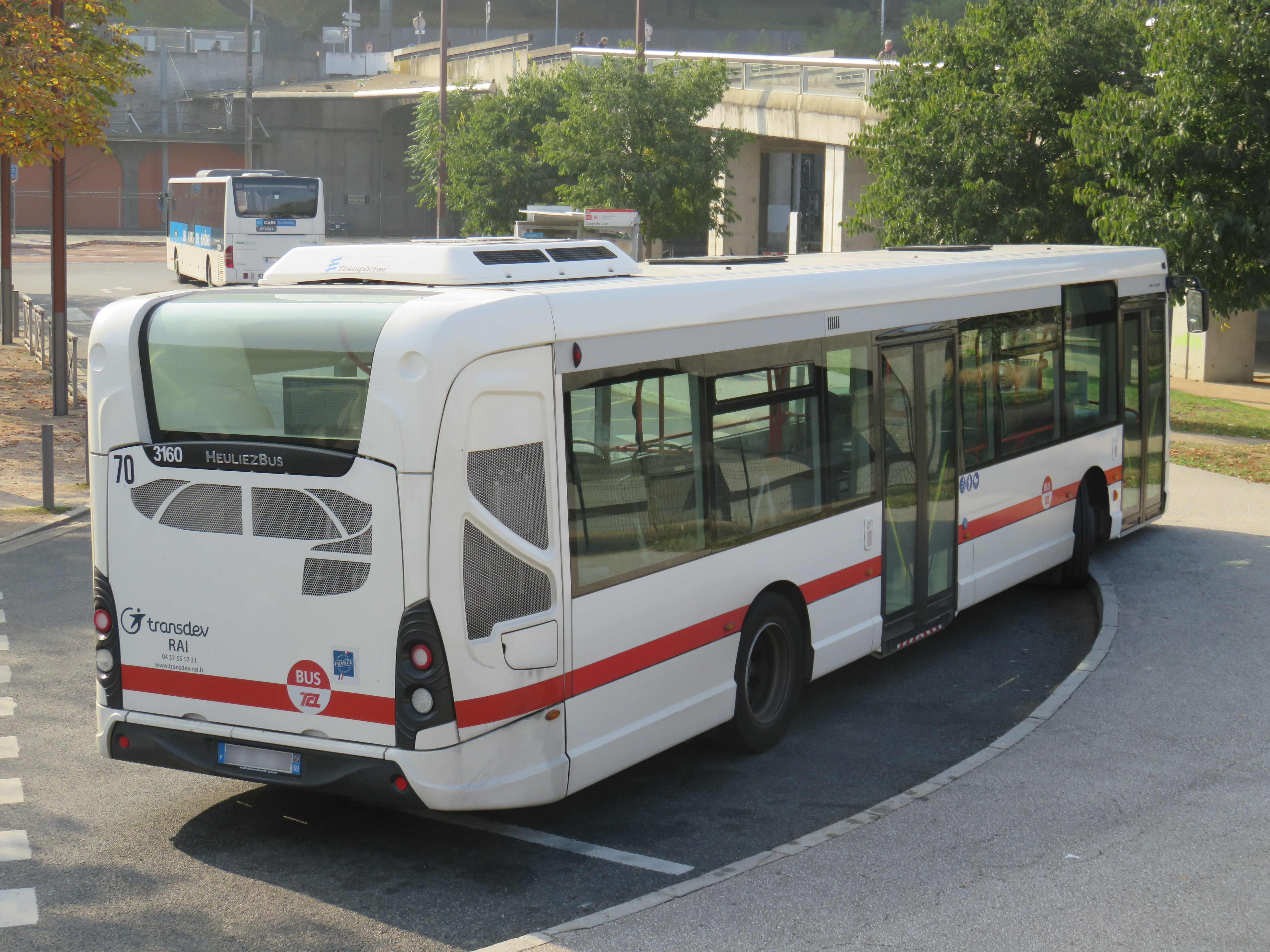
Vue arrière d'un GX 337 diesel de Lyon.

Les GX 337 ont eu plusieurs motorisations au fil des années de sa production et en fonction des différentes normes européennes de pollution.
- Du côté du moteur Diesel : 
  - l'Iveco Tector 7 (Euro 6) six cylindres en ligne de 6,7 litres avec turbocompresseur développant 286 ch.

- Du côté du moteur Hybride Diesel :
  - l'Iveco Tector 7 (Euro 6) six cylindres en ligne de 6,7 litres avec turbocompresseur développant 286 ch avec génératrice de 140 kW et un moteur électrique de traction.

- Du côté du moteur GNV : 
  - l'Iveco Cursor 8 GNV (Euro 6) six cylindres en ligne de 7,8 litres avec turbocompresseur développant 290 ch.

- Du côté du moteur électrique :
  - 120, 160 ou 190 kW.

Ils ont été équipés d'une boite de vitesses Voith Diwa 4 à 4 rapports ou ZF Ecolife 6 à 6 rapports.
| Modèle               | Construction | Moteur + Nom                            | Norme Euro | Cylindrée         | Performance                    | Couple                   | Vitesse maxi | Consommation + CO2    |
| GX 337, (ZF - VOITH) | 2013 - 2021  | 6 cylindres en ligne Iveco Tector 7 E28 | Euro 6     | 6 728 cm3 (6,4 L) | 210 kW (286 ch) à 2 500 tr/min | 1 000 N m à 1 250 tr/min | ... km/h     | ... l/100 km ... g/km |

| Modèle      | Construction | Moteur + Nom                            | Norme Euro | Cylindrée         | Performance                    | Couple                   | Vitesse maxi | Consommation + CO2    |
| GX 337 HYB, | 2013 - 2021  | 6 cylindres en ligne Iveco Tector 7 E28 | Euro 6     | 6 728 cm3 (6,4 L) | 210 kW (286 ch) à 2 500 tr/min | 1 000 N m à 1 250 tr/min | 77 km/h      | ... l/100 km ... g/km |

| Modèle                  | Construction | Moteur + Nom                        | Norme Euro | Cylindrée         | Performance                    | Couple                                | Vitesse maxi | Consommation + CO2    |
| GX 337 GNV (ZF - VOITH) | 2017 - 2021  | 6 cylindres en ligne Iveco Cursor 8 | Euro 6     | 7 800 cm3 (7,8 L) | 213 kW (290 ch) à 2 000 tr/min | 1 100 N m entre 1 100 et 1 850 tr/min | ... km/h     | ... l/100 km ... g/km |

| Modèle    | Construction | Moteur + Nom & capacité batterie                             | Performance                     | Couple    | Vitesse maxi | Autonomie | Puissance de charge et temps       |
| GX 337 E, | Depuis 2016  | Synchrone à rotor bobiné 350 kWh (280, 315 ou 385 en option) | 120, 160 ou 190 kW à ... tr/min | 2 500 N m | ... km/h     | ... km    | 50 kW ou 100 kW (max 450 kW) ... h |

### Châssis et carrosserie
Il est construit sur un châssis d'Iveco Bus Urbanway 12 produit et assemblé dans l'usine d'Annonay. La carrosserie, elle est produite dans l'usine Heuliez Bus de Rorthais.

### Options et accessoires

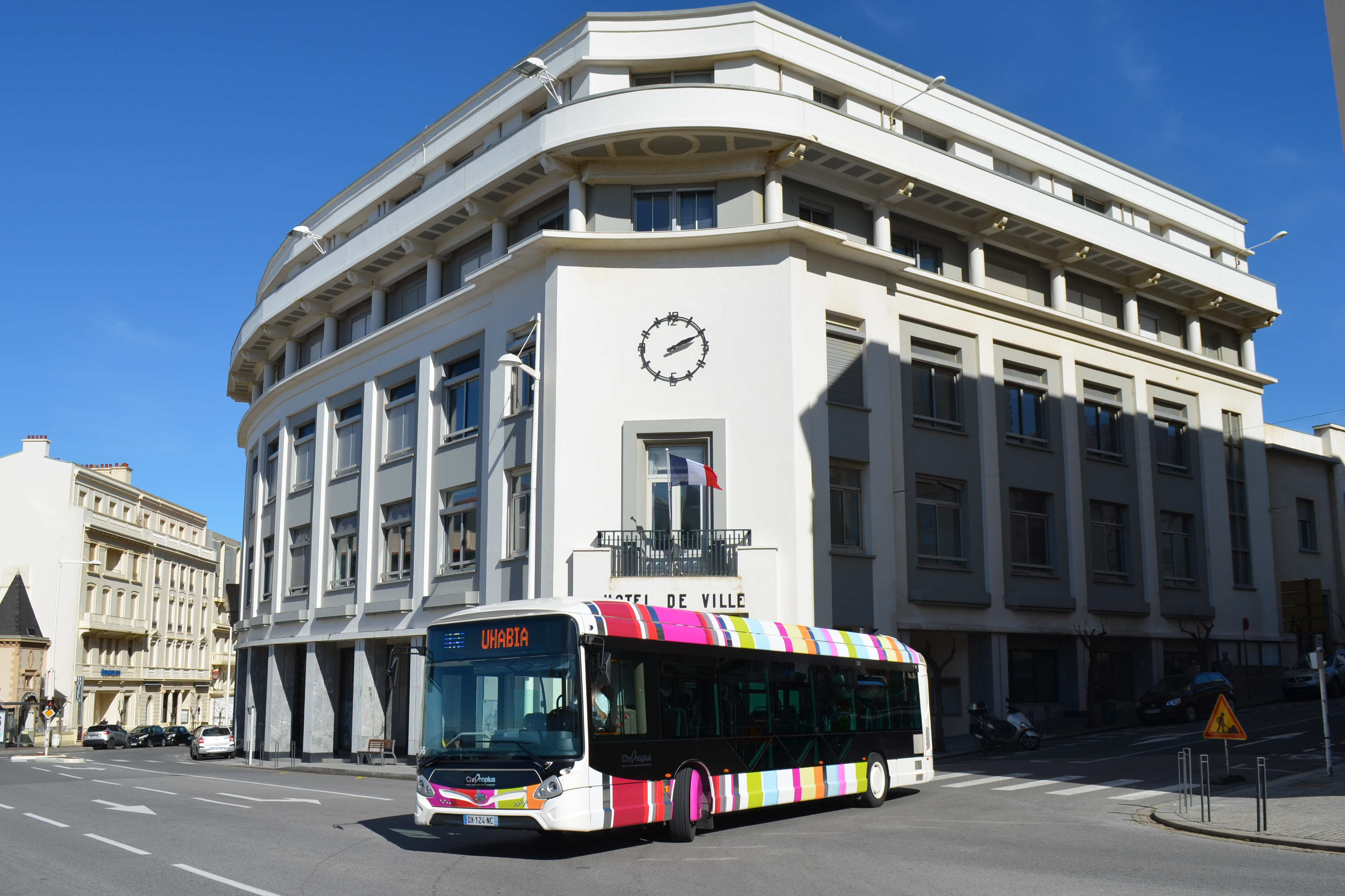
GX 337 BHNS du réseau Chronoplus à Biarritz.

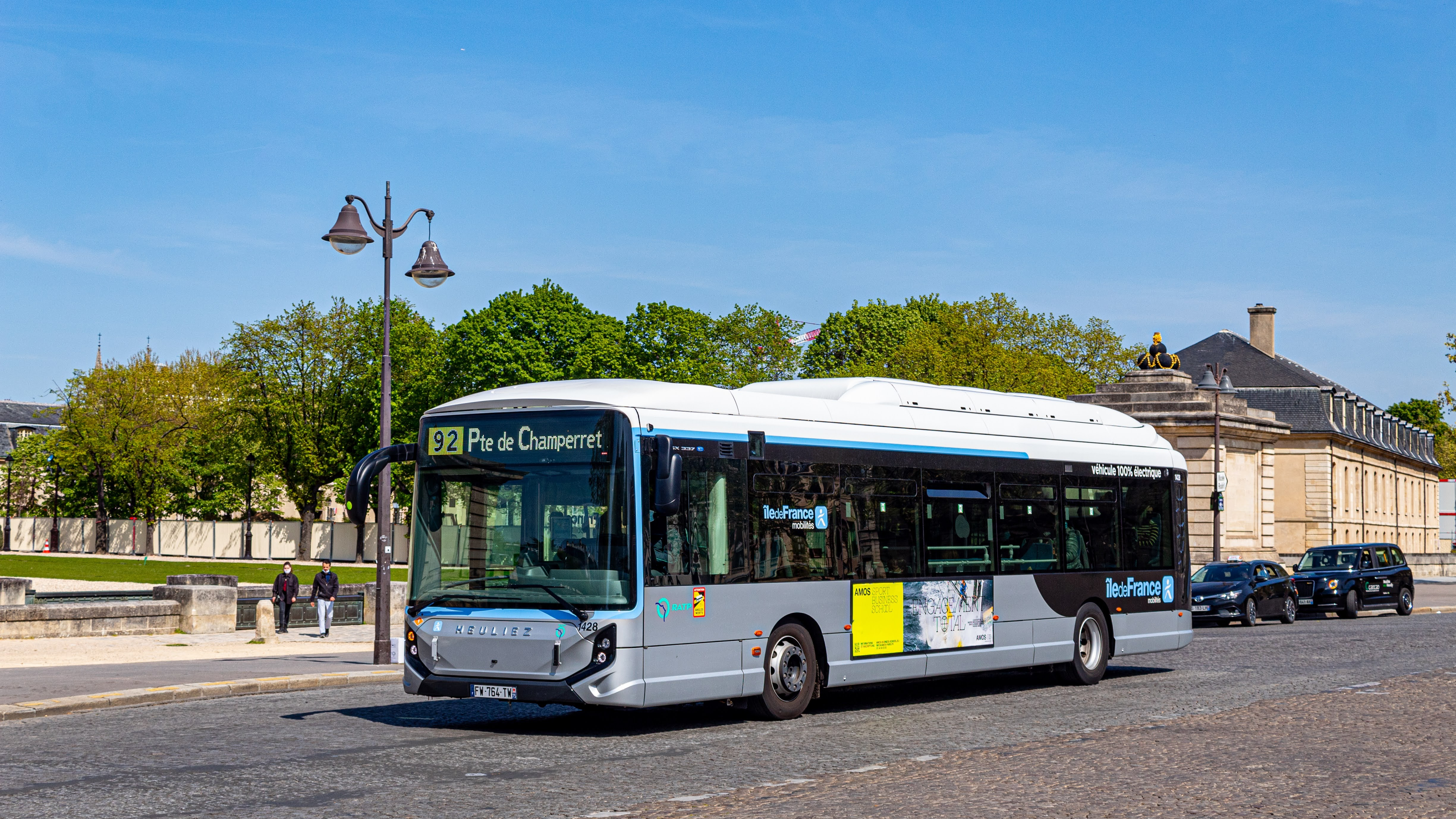
GX 337 ELEC du réseau RATP à Paris. Il possède la nouvelle calandre empruntée au Linium.

De très nombreuses options sont disponibles :
Options extérieures :
- Feux diurnes placés sur la calandre avant ;
- Feux anti-brouillard ;
- Ajout d'un 3e feu stop ;
- Rampe d'accès électrique pour les personnes en fauteuil roulant ;
- Seconde porte coulissante et non louvoyante ;
- Carénages ou enjoliveurs de roues.

Options intérieures :
- Différentes implantations des sièges ;
- Différentes textures pour la sellerie ;
- Baies panoramiques en partie basse, à hauteur de l'emplacement destiné aux personnes en fauteuil roulant ;
- Pavillon vitré Lumi'bus sur la partie centrale ;
- Éclairages d'ambiance Lampa'bus, éclairant indirectement les voussoirs ainsi que le plafond ;
- Systèmes d’information et de vidéo surveillance ;
- Climatisation intégrale ou uniquement pour le conducteur.